# Vlaho Bukovac
Vlaho Bukovac (ur. 4 lipca 1855 w Cavtacie jako Vlaho Faggioni, zm. 23 kwietnia 1922 w Pradze) – chorwacki malarz.

## Życiorys
Jego ojciec był z pochodzenia Włochem, a matka Chorwatką z Dubrownika. Od dzieciństwa wykazywał zainteresowanie rysunkiem, lecz nie mógł podjąć nauki ze względu na sytuację materialną rodziny. W wieku jedenastu lat wyjechał z wujem do Stanów Zjednoczonych, gdzie spędził cztery trudne lata. Po śmierci wuja wrócił do Dubrownika w 1871 i zaokrętował się jako uczeń na statku, który żeglował na regularnej linii Stambuł-Liverpool-Odessa. W latach 1873–1876 przebywał w Ameryce Łacińskiej, gdzie pracował m.in. w Peru. Po powrocie do Cavtatu, znalazł sponsorów w osobach pisarza Medo Pucicia i polityka Josipa Juraja Strossmayera, którzy umożliwili mu wyjazd na studia artystyczne do Paryża.
Vlaho Bukovac studiował w prestiżowej École des Beaux-Arts u Alexandre Cabanela. W Paryżu przebywał 15 lat i z powodzeniem wystawiał w paryskim Salonie. W latach 1888 i 1891 spędzał dłuższe okresy w Anglii pracując jako malarz portrecista. Tworzył w tym okresie w duchu realizmu akademickiego, stopniowo przyswajając nowości impresjonizmu, a nawet puentylizmu.

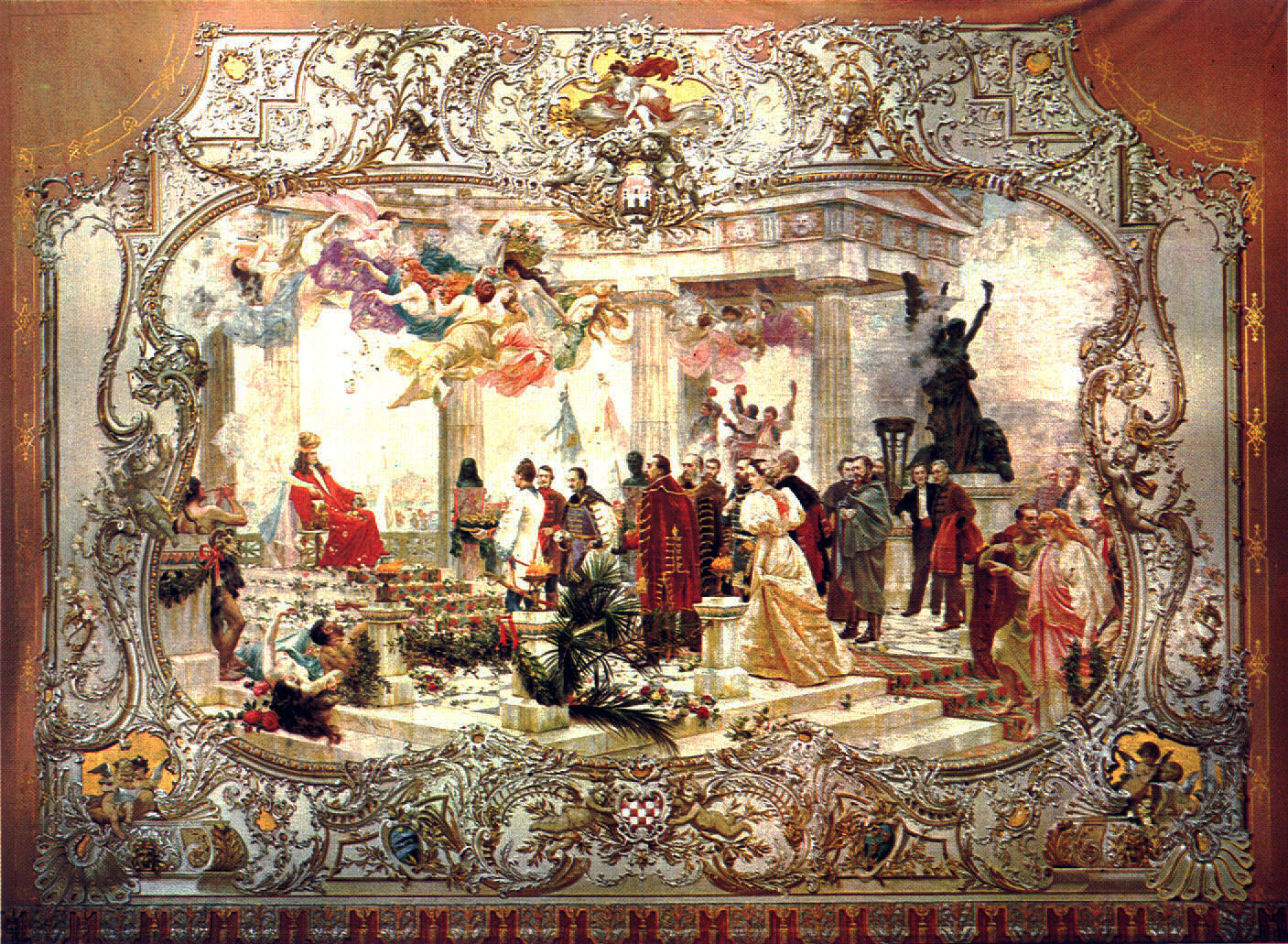
Hrvatski narodni preporod – kurtyna w Chorwackim Teatrze Narodowym w Zagrzebiu

W 1893 wyjechał do Zagrzebia, gdzie stał się centralną postacią życia artystycznego i kulturalnego. Jako jedyny malarz chorwacki posiadał wówczas nowoczesne francuskie wykształcenie, dzięki czemu mógł promować najnowocześniejsze trendy w sztuce. Był współzałożycielem szkoły artystycznej, pomógł rozpocząć budowę pawilonu sztuki. Jednakże konflikty z rodzimymi artystami, reprezentującymi szkoły wiedeńską i monachijską, spowodowały, że wycofał się do rodzinnego Cavtatu i następnie wyjechał do Pragi.
W Czechach pracował na stanowisku profesora sztuk wizualnych w praskiej Akademii Sztuk Pięknych. Malował głównie portrety i zajmował się pracą pedagogiczną. Jego najwybitniejszym uczniem był chorwacki malarz Mirko Racki. W 1918 był członkiem delegacji Czechosłowacji, na konferencji w Wersalu. W 1905 został członkiem Serbskiej Akademii Nauk i Sztuk, a w 1919 – honorowym członkiem Jugosłowiańskiej Akademii Nauki i Sztuki. Zmarł w Pradze 23 kwietnia 1922, pozostawił po sobie 400 portretów i ponad 150 innych obrazów.
Bukovac był wszechstronnym artystą, główną część jego prac stanowią portrety i pejzaże, poruszał również tematy religijne, historyczne i patriotyczne. Jego najbardziej znanym dziełem jest projekt kurtyny w Chorwackim Teatrze Narodowym w Zagrzebiu (Hrvatski narodni preporod).